# زمین به لونا!
زمین به لونا! (انگلیسی: Earth to Luna!، پرتغالی: O Show da Luna!) یک مجموعه پیش دبستانی تلویزیونی انیمیشن برزیلی است که توسط سلیا کاتوندا و کیکو میستروریگو ایجاد شده است. این سریال برای اولین بار در کانال آمریکایی اسپروت در تاریخ ۱۶ اوت ۲۰۱۴ تا ۲۴ نوامبر ۲۰۲۲ پخش شد. در آمریکای لاتین، در ۱۳ اکتبر ۲۰۱۴ تا ۲۴ نوامبر ۲۰۲۲ در دیسکاوری کیدز به نمایش درآمد.

## بازیگران
- آنجلینا کاربالو و الکسیا آویلا در نقش لونا، یک دختر جوان.
- رائول-گومز پینا در نقش ژوپیتر، یک پسر. او برادر جوانتر لونا است.
- اریک اندرسون در نقش کلاید، یک راسوی اهلی قهوه‌ای.